# Regne d'Ormuz
El regne d'Ormuz, Hormuz o Ormus fou un estat musulmà que va existir com a feudatari dels muzaffàrides fins vers el 1300, com a feudatari de Kays fins vers el 1329, com independent del 1330 al 1514 i com a protectorat portuguès del 1514 al 1622. La ciutat d'Ormuz original, Harmuza, era a la costa de l'Iran, i va arribar a tenir 40.000 habitants. Van acabar a l'illa com a manera de protegir la seva riquesa. W.W. Tarn creu que la ciutat es va dir Omana, i va esdevenir un centre comercial al segle ii aC pel comerç entre Babilònia i l'Índia; és possible que un estat hel·lènic s'hagués format a la zona al segle ii aC. Però Potts rebutja la identificació amb Omana, ja que no apareix en cap referència fins a l'alta edat mitjana.

## Història
La primera referència la dona Heròdot que esmenta a un mariner grec Escilax, que va arribar a l'Indus i va tornar per la costa de Makran. La flota d'Alexandre el Gran sota Nearc va seguir la mateixa ruta (326 aC) i es va aturar a la boca del riu Anamis (avui Minab) a un districte anomenat Harmozia on es va trobar amb les forces de terra d'Alexandre. Hi ha diverses referències dels autors clàssics: Claudi Ptolemeu l'anomena Harmuza però la situa erròniament; Ammià Marcel·lí l'anomena Hermúpolis. Encara que la tradició diu que la va fundar el sassànida Artaxerxes I no hi ha dubte que la ciutat ja existia.
Després les referències desapareixen fins al segle x. En aquest temps els ports principals eren Siraf i Sohar, però el primer fou substituït per Kays. En un relat portuguès (Teixeira) sobre l'origen del regne es diu que fou fundat per àrabs procedents de la península Aràbiga a l'inici del segle xi. Al segle xi ja existia una dinastia local governant a la zona, probablement procedent d'Oman i dependent dels Atabeks de Fars o de Kirman (potser segons el moment). Ibn Hàwqal va escriure vers 961-969 que Hormuz era l'empori comercial de Kirman i el seu principal port, amb mesquites, mercats i mercaders vivint a la rodalia. La següent descripció és d'al-Idrisi del 1154, que repeteix que era el principal mercat de Kirman i una gran ciutat construïda regularment, plena de palmeres però molt calorosa; el blavet era el seu cultiu més destacat i era considerat d'alta qualitat; la ciutat estava construïda a la vora d'un rierol anomenat Heiz que s'havia fet navegable fins al golf Pèrsic i pel qual els vaixells arribaven fins a la ciutat. El 1228 el governant d'Ormuz va conquerir Qays (moderna illa de Kish o Kiš, al servei dels atabeks, als que va entregar Kish el 1230.
Jacob d'Ancona, un mercader italià que anava a la Xina (1270) es va aturar l'octubre a Ormuz (que anomena Cormosa) i diu que hi arribaven mercaders d'arreu del món per comprar perles, cavalls, pedres precioses, i fruites; al riu l'anomena Minao i al sobirà local Roccan Mahomet (que correspon a l'amir Ruk al-Din Mahmud, que va governar del 1243 a la seva mort el 1278); diu que hi vivien 250 jueus. El 1272 hi va arribar Marco Polo per via terrestre, buscant un vaixell per anar a la Xina. Marco Polo descriu la ciutat (que anomena Curmos) com situada en una illa no lluny de la costa, i la considera la principal població de Kirman (que esmenta com Kierman); en un segon relat el 1293 no obstant critica el clima i la salubritat del lloc. Després del 1278, a la mort del rei Ruk al-Din Mahmud, la dinastia es va debilitar pels assassinats de prínceps que es van produir; diferent pretendents, amb suport de Fars o de Kirman, es van disputar el poder. El 1296 el rei Nusrat fou assassinat i el seu esclau Amir Bahāʾ-al-Din Ayāz va prendre el poder ajudat per Fars.
Un temps després es van produir repetides incursions timúrides i Ayāz va decidir traslladar tota la població i possessions a la petita illa de Jarun (la Organa de Nearc), la qual va comprar als governants de Fars. Així l'illa d'Ormuz com a ciutat va existir des de finals del segle xiii, suposadament des del regnat de Mir Bahdin Ayaz Seyfin, 15è sobirà d'Ormuz o de Kutb al-Din Tahamtan (que regnava al primer terç del segle XIV). La teoria més acceptada és que degut a la riquesa de la ciutat era objecte d'atacs i els habitants es van anar traslladant a l'illa a uns 60 km a l'oest però a només 6 km de la costa. L'establiment de la costa continental hauria estat destruït per un príncep seljúcida de Kirman, o per grups mongols txagatai abans del 1300 i a la costa enfront de l'illa va sorgir un altre establiment que va portar el nom de Djarun (nom que portava l'illa d'Ormuz anteriorment) i que va esdevenir després el port de Shahru o Suru (futur Bandar Abbas) a uns 17 km al nord-oest. Inicialment molts comerciants i la noblesa es van refugiar a l'illa de Qishm, però Mir Bahdin Ayaz Seyfin va visitar la veïna illa de Djairun que li fou cedida pel rei de Kays, Neyn, sobirà de totes les illes de la zona, i finalment va decidir establir-se en aquesta, a només uns 6 km de la costa. Las restes de la vella Ormuz es poden veure encara a 10 km al sud-oest de Minab i a 15 km de la costa, en un rierol comunicat amb el riu Minab, i avui dia accessible per vaixells.
Entre 1320 i 1330 Kut al-Din Tahamtan es va apoderar de l'illa de Kays que exercia l'hegemonia política i comercial a la zona del golf Pèrsic i va dominar les illes i part de la regió de Bahrayn (les illes Bahrein amb seguretat). Encara regnant Kut al-Din Tahamtan, Ormuz fou visitada per Ibn Battuta que la descriu com un mercat molt actiu i una població molt bella. Odoric de Pordenone va embarcar a Ormuz cap a la Xina el 1321 i va deixar constància que l'illa estava fortificada i tenia emmagatzemats molts materials; les barques locals s'anomenaven Jase, i ja foren esmentades per Heròdot, sent típiques de la zona.
Després passen 100 anys sense notícies fins a arribar els xinesos en la seva quarta i més llarga de les set expedicions que van fer; van arribar amb 63 vaixells i prop de 30.000 homes dirigits per l'almirall Zheng He. El traductor Ma Huan va deixar escrita una relació on descriu detalladament Ormuz, centre de comerç i riquesa de la zona. A partir d'aquí hi ha notícies més sovint. Abd al-Razzak, enviat en una missió diplomàtica pel timúrida Xah Rukh a un rei de l'Índia (el raja de Vijayanagar) el 1442, parla del sobirà Malik Fakhr al- Din Turan Shah, que va posar un vaixell a la seva disposició; va entrar a la ciutat d'Ormuz a l'illa de Djerrun, al mig del mar i sense igual a tot el món, amb una gran activitat comercial; la ciutat diu que era anomenada també Daralaman (Lloc Segur). El 1469 i va passar una delegació russa dirigida per Afanasii Nikitin que descriu Ormuz com l'empori més gran del món amb tota mena de gent i déus, on qualsevol producte del món es pot trobar però amb unes taxes molt altes (el 10%). El venecià Josafat Barbaro, va visitar Ormuz el 1472; el genovès Hieronimo di Santo Stefano hi va estar el 1499. Ludovico di Varthema parla d'Ormuz i diu que està a l'illa a unes 10 milles de la costa, però que hi manca aigua i menjar que es porta del continent.
El 25 de setembre de 1507 va arribar Alfonso de Albuquerque que va trobar entre 150 i 200 vaixells al port i unes 20.000 persones a terra. Ell només tenia 6 vaixells i 400 homes però va exigir tribut al regent d'Ormuz i al cap de tres dies de negociacions va atacar els vaixells del port i va bombardejar la ciutat fins a obtenir un tribut de 15.000 peces d'or a l'any, un regal de 5000 peces i permís per a la construcció d'una fortalesa. Els portuguesos se'n van haver d'anar a causa d'un motí de les seves tropes, però van tornar set anys després per construir la fortalesa. Ormuz els va produir forts ingressos i va fer rics a molts dels governadors. Gasparo Balbi va deixar una descripció del 1580 que diu que era una ciutat no molt gran però populosa, en una illa la més estèril que mai havia vist, però ben proveïda per productes que venien de la costa. Ralph Fitch la va visitar el 1583 i parla que només la sal es veu a l'illa, exclosa la ciutat.
El 1602 l'imam Kuli Khan, governador persa de Fars, va conquerir Bahrain al rei d'Ormuz i, per tant, als portuguesos. El 1614 fou Shahru, la darrera posició portuguesa al continent que anomenaven Gumru, privant en part a l'illa d'abastiments (que havien de ser portat d'altres llocs més llunyans). El 1622 Shah Abbas amb el suport de vaixells anglesos, es va presentar a l'illa i va ocupar la ciutat (febrer del 1622); els portuguesos es van retirar a la fortalesa que va quedar assetjada el 9 de febrer de 1622. No poden rebre ajut des de Goa van negociar la rendició que es va produir l'abril de 1622. Els materials de l'illa d'Ormuz van servir per construir les noves cases a Bandar Abbas l'antiga Gumru. A l'illa aviat només van restar unes dotzens de pescadors.

## Governadors portuguesos d'Ormuz
- Pedro de Albuquerque 1514-1518
- Garcia Coutinho 1518-1521
- João Rodrigues de Noronha 1521-1523
- Diogo de Melo 1523-1527
- Cristóvão de Mendonça 1527-1532
- Belchior de Sousa 1532
- António da Silveira de Meneses 1532-1536
- Pedro de Castelo Branco 1536-1538
- Fernão de Lima 1539
- Martim Afonso de Melo Zuzarte 1540-1544
- Luís Falcão 1544-1547
- Manuel da Silviera 1547
- Manuel de Lima 1547-1550
- Álvaro de Noronha 1550-1552 ?
- Fernão Gomes de Sousa 1554- ?
- Bernaldim de Sousa ? -1556
- João de Atíde 1556-1558
- Antão de Noronha 1558-1561
- Francisco Mascarenhas Palha 1561
- Pedro de Sousa 1561- ?
- João de Atíde ?
- Pedro de Sousa ? -1566
- Luís de Melo 1566-1569
- Francisco Mascarenhas 1569-1572
- Fernão Teles 1572-1574
- Diogo de Melo 1574-
- Diogo de Meneses ? -1577
- Desconegut 1577-1580
- Gonçalo de Meneses 1580-1583
- Matias de Albuquerque 1584-1587
- João Gomes da Silva 1587- ?
- Diogo Lopes Coutinho 1594- ?
- António de Azevedo ? -1597
- António de Lima 1597-1599
- Luís da Gama 1599- ?
- Desconegut o interí ?-1605
- Luís da Gama (restaurat ?) 1605- ?
- Henrique de Noronha 1610 - ?
- Jorge de Castelo Branco 161?-1612
- Pedro de Brito de Lima 1612-1613
- Luís da Gama 1613-1619
- Luís de Sousa 1619-1620
- Francisco de Sousa 1620-1622
- Simão de Melo 1622